# Anke Van Gestel
Anke Van Gestel (Merchtem, 19 augustus 1993) is een Belgisch kick- en thaibokser.

## Levensloop
In mei 2013 vocht ze twee kampen voor een wereldtitel. In de strijd voor de ISKA-wereldtitel thaiboksen in de categorie -64kg moest ze de duimen leggen tegen de Franse Angelique Pitiot, maar een week later won ze de Enfusion-wereldtitel in de K-1-categorie -61kg tegen de Nederlandse Sarah Debaieb. Deze titel verlengde ze in mei 2014 te Amsterdam tegen de Amerikaanse Lindsay Scheer.
In december 2014 kampte Van Gestel tegen de Duitse Julia Irmen voor de WKU-wereldtitel kickboksen in de categorie -60kg. Van Gestel verloor echter het gevecht. In oktober 2015 verlengde ze te Gent wel haar Enfusion-wereldtitel in de K-1 tegen de Nederlandse Aleide Lawant en in maart 2017 te Abu Dhabi tegen de Britse Niahm Kinehan.
In november 2017 behaalde ze de ISKA-wereldtitel K-1, ditmaal tegen de Turkse Deniz Batinli, maar verloor hem opnieuw in juni 2018 tegen de Franse Cindy Perros. In november 2018 volgde een nieuwe kamp tegen de Française voor de ISKA-wereldtitel in het kickboksen. Ditmaal won Van Gestel de kamp.
Van beroep is ze lerares wiskunde in de tuinbouwschool te Merchtem.